# Classificatore (linguistica)
Un classificatore (in inglese classifier oppure measure word) è una parola o un morfema che viene usato in alcune lingue per accompagnare i nomi in certi contesti grammaticali, e possono spesso essere considerati per "classificare" il nome in base al tipo del suo referente - nomi che rappresentano diversi tipi di cose spesso hanno classificatori diversi. Nelle lingue in cui ci sono i classificatori, essi sono spesso usati quando il nome viene contato o specificato, ovvero, quando è accompagnato da un numerale o da un dimostrativo. I classificatori sono un'importante caratteristica di alcune lingue est-asiatiche, tra cui il cinese, il coreano e il giapponese. In questo tipo di lingue, una frase come "tre persone" viene spesso realizzata come "tre X persone", dove X è il classificatore appropriato per il nome "persone".
Un particolare tipo di classificatore è il cosiddetto "tassogramma" (o "determinativo"), tipico dei sistemi logografici (come la scrittura cuneiforme o i geroglifici egizi.